# Debubawi
Debubawi (o Tigrè meridionale) è una delle zone amministrative in cui è suddivisa la Regione dei Tigrè in Etiopia.

## Woreda
La zona è composta da 14 woreda:
1. Alamata town
2. Bora
3. Chercher
4. Emba Alaje
5. Endamehoni
6. Korem town
7. Maichew town
8. Mekhoni town
9. Neqsege
10. Ofla
11. Raya Alamata
12. Raya Azebo
13. Selewa
14. Zata